# Christine Pearce
Christine Pearce (ur. 14 kwietnia 1970) – australijska judoczka.
Zdobyła cztery medale na mistrzostwach Oceanii w latach 1990 - 1994. Mistrzyni Australii w 1992 roku.